# King of Pop
King of Pop je kompilacija izdata povodom proslave 50. rođendana Majkla Džeksona 29. avgusta, 2008. Naziv albuma potiče od pevačevog nadimka koji mu je nadenut pre dvadesetak godina zbog svojih muzičkih dostignuća. Prva javna najava albuma je bila 20. juna, 2008, u Australiji. Prvo izdanje album je dočekao 22. avgusta 2008. u Nemačkoj.
Fanovi u svakoj zemlji su glasali za pesme koje oni žele da budu na nacionalnoj verziji sa liste Džeksonovog kataloga. Uz pesme koje su odabrane, našao se i MegaMix Džejsona Njuvinsa. Svaka lista i datumi izdavanja su bili različiti zavisno od nacije. Album je izdat u 19 zemalja. Za sada ne postoji ikakva najava da će se album izdati u Sjedinjenim Državama.
U zemljama u kojim je izdavan, album se nalazio na listama 10 najboljih ali na nekim jačim tržištima je malo i podbacio.